# Claire Huddart
Claire Marie Huddart (* 22. Dezember 1971 in Manchester, England) ist eine ehemalige britische Schwimmerin. Sie gewann bei Weltmeisterschaften auf der 25-Meter-Bahn zwei Goldmedaillen und je eine Silber- und Bronzemedaille. Bei Commonwealth Games erhielt sie eine Goldmedaille und drei Silbermedaillen. Hinzu kamen vier Bronzemedaillen bei Europameisterschaften auf der Langbahn sowie eine Bronzemedaille auf der Kurzbahn.

## Sportliche Karriere
Bei der Universiade 1993 in Buffalo siegte über 200 Meter Freistil die Deutsche Heike Lünenschloß vor Whitney Hedgepeth aus den Vereinigten Staaten, Dritte wurde Claire Huddart. Mit der britischen 4-mal-200-Meter-Freistilstaffel gewann Huddart die Silbermedaille hinter den Kanadierinnen. Kurz darauf bei den Europameisterschaften in Sheffield schlug die britische 4-mal-200-Meter-Freistilstaffel mit Sarah Hardcastle, Debbie Armitage, Claire Huddart und Karen Pickering als Dritte hinter den Staffeln aus Deutschland und Schweden an. Im August 1994 fanden im kanadischen Victoria die Commonwealth Games 1994 statt. Claire Huddart schied über 200 Meter Freistil im Vorlauf aus. Mit der 4-mal-100-Meter-Freistilstaffel gewann Huddart Gold und mit der 4-mal-200-Meter-Freistilstaffel Silber. Anfang September bei den Weltmeisterschaften in Rom wurde die 4-mal-100-Meter-Freistilstaffel mit Karen Pickering, Claire Huddart, Alex Bennett und Sue Rolph Fünfte. 1995 bei den Europameisterschaften in Wien wurde die britische 4-mal-200-Meter-Freistilstaffel mit Vicky Horner, Claire Huddart, Katie Goddard und Alex Bennett Dritte hinter vden Deutschen und den Niederländerinnen. Eine zweite Bronzemedaille erkämpfte Huddart mit der 4-mal-100-Meter-Freistilstaffel in der Besetzung Claire Huddart, Sue Rolph, Karen Pickering und Alex Bennett. Bei den Olympischen Sommerspielen 1996 in Atlanta schied die britischen 4-mal-200-Meter-Freistilstaffel mit Janine Belton, Vicky Horner, Claire Huddart und Karen Pickering in den Vorläufen mit der zehntbesten Zeit aus.
Im April 1997 bei den Kurzbahnweltmeisterschaften in Göteborg schwamm Huddart mit der britischen 4-mal-100-Meter-Freistilstaffel auf den vierten Platz, die 4-mal-200-Meter-Freistilstaffel schlug als Fünfte an. Im August bei den Europameisterschaften in Sevilla belegte die 4-mal-200-Meter-Freistilstaffel den fünften Platz und die 4-mal-100-Meter-Freistilstaffel hatte als Vierte über eine Sekunde Rückstand auf die drittplatzierten Russinnen. Anfang 1998 fanden die Weltmeisterschaften in Perth statt. Mit der 4-mal-100-Meter-Freistilstaffel wurde Huddart Siebte und mit der 4-mal-200-Meter-Freistilstaffel erreichte sie den sechsten Platz. Die Commonwealth Games 1998 fanden im September in Kuala Lumpur statt. Huddart wurde über 200 Meter Freistil Fünfte. Mit den beiden Freistilstaffeln gewann Huddart jeweils Silber. Bei den Kurzbahneuropameisterschaften 1998 in Sheffield siegte die deutsche 4-mal-50-Meter-Freistilstaffel vor den Niederländerinnen. Die britische Staffel mit Alison Sheppard, Claire Huddart, Karen Pickering und Sue Rolph erschwamm die Bronzemedaille.
Anfang April 1999 fanden die Kurzbahnweltmeisterschaften in Hongkong statt. Huddart schied über 200 Meter Freistil im Vorlauf aus. Die 4-mal-200-Meter-Freistilstaffel mit Claire Huddart, Karen Legg, Nicola Jackson und Karen Pickering holte die Silbermedaille hinter den Schwedinnen. Die 4-mal-100-Meter-Freistilstaffel mit Alison Sheppard, Claire Huddart, Karen Pickering und Sue Rolph siegte mit über zwei Sekunden Vorsprung vor den Niederländerinnen und den Australierinnen. Die Europameisterschaften 1999 wurden Ende Juli in Istanbul ausgetragen. Die 4-mal-100-Meter-Freistilstaffel mit Sheppard, Huddart, Pickering und Rolph erschwamm die Bronzemedaille hinter den Deutschen und den Schwedinnen. Im März 2000 bei den Kurzbahnweltmeisterschaften in Athen siegte die 4-mal-200-Meter-Freistilstaffel in der Besetzung Claire Huddart, Nicola Jackson, Karen Legg und Karen Pickering mit anderthalb Sekunden Vorsprung vor der Staffel aus den Vereinigten Staaten und stellte dabei einen Weltrekord auf der Kurzbahn auf. In der 4-mal-100-Meter-Freistilstaffel siegten die Schwedinnen vor den Deutschen, Sheppard, Huddart, Legg und Pickering erhielten die Bronzemedaille. Im September bei den Olympischen Spielen in Sydney schwamm Huddart nur im Vorlauf der 4-mal-200-Meter-Freistilstaffel. Die 4-mal-200-Meter-Freistilstaffel mit Nicola Jackson, Karen Legg, Janine Belton und Karen Pickering erreichte im Finale den sechsten Platz.